# Museo Nacional de Arte Decorativo
El Museo Nacional de Arte Decorativo ubicado en la Avenida del Libertador 1902 de la Ciudad de Buenos Aires fue creado en 1937 luego de la adquisición, por parte del  Estado, del edificio que fuera el palacio Errázuriz de Matías Errázuriz Ortúzar (embajador chileno en Argentina) y su esposa Josefina de Alvear. Ambos habían atesorado una colección de objetos de arte y mobiliario que el Estado adquiere en la misma oportunidad.
El edificio, construido entre 1911 y 1917, es de estilo neoclásico francés. Fue diseñado por el arquitecto René Sergent.
El museo depende del Ministerio de Cultura de la Nación. Se puede visitar de martes a domingos de 12:30 a 19:00.

## Colección permanente
En el museo se exponen en forma permanente sus colecciones de:
- Esculturas: Antoine Coysevox, Auguste Rodin, Antoine Bourdelle, Ossip Zadkine, Pierre Chinard, Jules Roulleau, Cristoforo Mantegazza, Alberto Lagos, Claude Michel Clodion, Joseph Pollet, Paolo Troubetzcoy, Scipione Tadolini, Joseph Chinard, Léon-Ernest Drivier,
- Miniaturas: ejemplares de origen europeo de los siglos XVI al XX, acuarelas, esmaltes, gouaches.
- Muebles: obras de los ebanistas George Jacob, Jean Charles Ellaume, Abraham Roentgen,  François-Honoré-Georges Jacob-Desmalter, Pierre Langlois, Claude-Charles Saunier, Jean-Henri Riesener, René Dubois
- Orfebrería: obras de Pierre Gouthière, François-Thomas Germain.
- Pintura: El Greco, Mateo Cerezo, escuela de Lucas Cranach el Viejo, Fragonard, Camille Corot, Edouard Manet, Henri Fantin-Latour, Manet, Hermen Anglada Camarasa, Joaquín Sorolla, José María Sert, Raquel Ruysch, Jean Baptiste Greuze, Claude-Joseph Vernet, Michele Mariechi, Alfred de Dreux, Luis de Morales, Eugène Boudin, John Singer Sergent, Nicolas Antoine Taunay, Franz Xavier Winterhalter, Marie Thérèse Geraldy, Alexander, Katia y Zenaida Serebriakova, Konstantin Somov, Alexandre Benois, Dimitri Levitzki, Giovanni Battista Lampi, Fernando ALvarez de Sotomayor, François Honoré Rigaud y Ros, Carl van Loo,  Jean-Laurent Mosnier, Hubert Robert.
- Porcelanas: Sèvres, Limoges, Vincennes, Chantilly, Mennecy, Meissen, Capucine. (Pasta tierna y pasta dura). También porcelana china de los períodos Ming, Chien Lung y Yung-Chang.
- Tapices: manufacturas de Tournai (siglo XV), de Bruselas (fines siglo XVI), de Beauvais (siglo  XVIII) y de Gobelinos

## Muestras transitorias
El museo además de su colección permanente presenta muestras transitorias de colecciones públicas y privadas y obras de artistas y diseñadores contemporáneos.